# Ton Elkhuizen
Antonius Jacobus Maria (Tom) Elkhuizen (Den Haag, 5 februari 1911 – 6 mei 1997) was een Nederlands politicus van de KVP.
Hij is afgestudeerd in de rechten en werd in oktober 1939 benoemd tot burgemeester van de Zeeuwse gemeente Ovezande. Een jaar later kreeg hij samen met zijn vrouw Elisabeth Lubbers-Elkhuizen een zoon. zij hadden al een dochter uit 1937 en naderhand is aan het eind van de oorlog nog een zoon geboren. Vanaf mei 1941 was hij ook nog enige tijd waarnemend burgemeester van Driewegen nadat NSB-burgemeester Ort benoemd was tot burgemeester van Maassluis. In januari 1950 werd Elkhuizen benoemd tot burgemeester van Halsteren en in april 1962 volgde zijn benoeming tot burgemeester van Oosterhout. Begin 1976 ging hij daar met pensioen waarna hij nog tot 1979 waarnemend burgemeester van Raamsdonk was. In 1997 kwam hij te overlijden. Mevrouw Lubbers-Elkhuizen overleed op 2 juli 2002.
Zowel in Halsteren als in Oosterhout bestaat een naar hem vernoemde Burgemeester Elkhuizenlaan.